# Tobiasz Bonimowicz
Tobiasz Bonimowicz (ur. 29 października 1872 w Wilnie, zm. po 1939) – polski bankowiec żydowskiego pochodzenia.

## Życiorys
Tobiasz Bonimowicz urodził się 29 października 1872 w Wilnie. Syn Izraela i Anny Marii z d. Podzelwer. Ukończył szkołę realną w Wilnie. Absolwent filozofii na Uniwersytecie w Lipsku. Pracował jako radca Izby Przemysłowo-Handlowej. Właściciel domu bankowego. Wiceprezes Rady Giełdy.

## Odznaczenia
- Złoty Krzyż Zasługi